# Zvončasta čeladica
Zvončasta čeladica (znanstveno ime Mycena metata) je gliva iz rodu čeladic (Mycena).

## Značilnosti
Klobuk ima v premeru od 0,5 do 2,5 cm. Je stožčaste ali zvončaste oblike in prosojno progast. Je sivkasto rjave barve s temnejšo grbico na sredini.
Lističi segajo do beta in so nanj ozko priraščeni. So bele do bledo sive barve, kasneje postanjo rjavkasto mesnate barve. Na celotnem obodu jih je od 13 do 25 takih, ki segajo do beta.
Bet je visok od 2 do 9 cm in širok od 1 do 2 mm. Jo votel, enakomerno valjast, raven do rahlo ukrivljen, krhek, suh, gol, belkast ali siv do sivo-rjav, običajno temnejši v dnišču, ki je gosto pokrito z dolgimi belimi vlakni.
Pri sušenju je zazneven rahel vonj po jodu. Nima posebnega okusa.

## Razširjenost in življenjski prostor
Raste v skupinah na mahovitih tratah, tako pod iglavci kot listavci, na odpadlih vejicah in drugih rastlinskih ostankih, nemalokrat tudi na z mahom poraslih štorih. Razmeroma pogosta od poletja do pozne jeseni.

## Mikroskopske značilnosti
Trosni odtis je bele barve. Trosi so elipsasti, gladki, amiloidni in merijo 8–12,5 x 4,5–6,5 μm. Razmerje med dolžino in širino (Q) je 2. Cistide so kijaste oblike in prekrite z bradavicami.

## Podobne vrste
- prevlečena čeladica (Mycena epipterygia)
- jodoformova čeladica (Mycena filopes)

## Uporabnost
Neužitna.

## Galerija slik
- lističi in bet
- trosi
- bradavičaste cistide